# 三東宗
三東宗（さんとう-しゅう）は中華人民共和国チベット自治区にかつて存在した宗。現在のニンティ市コンボギャムダ県の一部に相当する。
明代に設置された。1960年に脚木宗・雪喀宗と統合されショバ県（雪巴県）に改編された。